# Verena Liebers

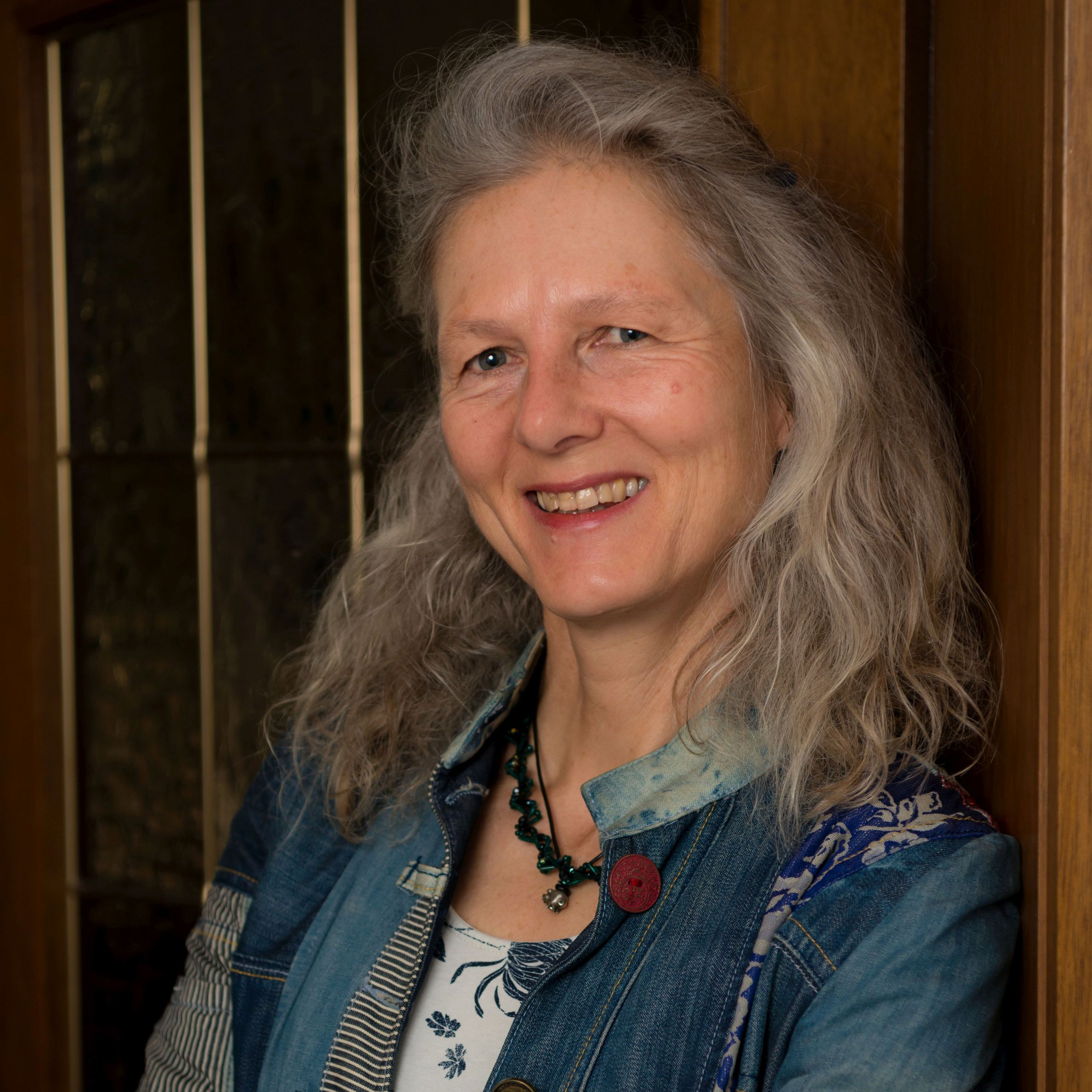
Verena Liebers, 2017

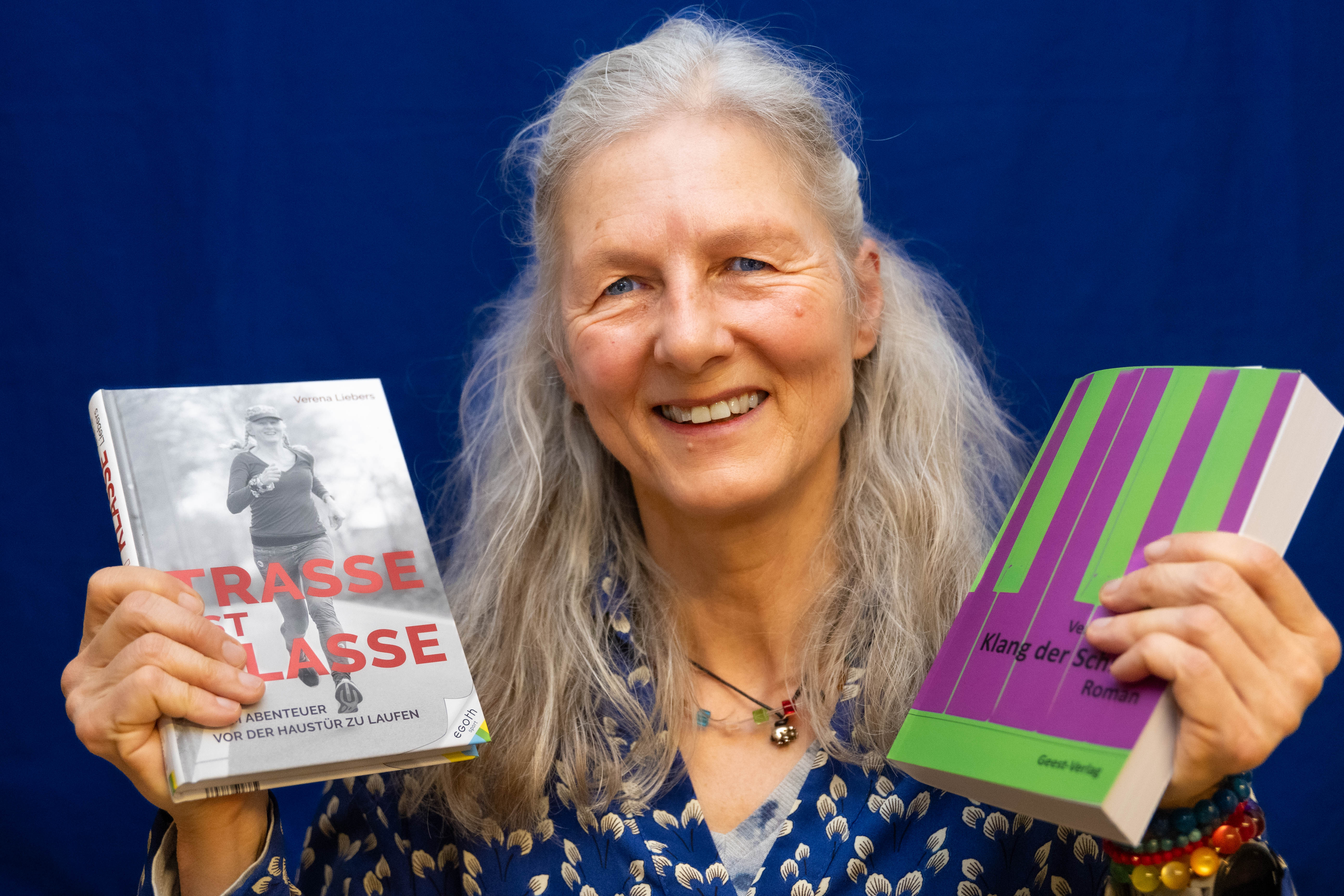
Verena Liebers (2025) Vernissage Trasse ist Klasse

Verena Liebers (* 31. Mai 1961 in Berlin-Wilmersdorf) ist eine deutsche Schriftstellerin, Bühnendarstellerin und Biologin. Sie schreibt Romane, Erzählungen, Kurzgeschichten, Gedichte, Sachbücher und wissenschaftliche Texte. Unter dem Label VIGLis Wanderbühne führt Verena Liebers Bühnenadaptionen ihrer Texte auf. Bei ihren Bühnenauftritten benutzt sie den Künstlernamen VIGLi.

## Leben
Verena Liebers verbrachte ihre frühe Kindheit in Berlin und lebte von 1970 bis 1990 in München. Sie studierte in München Biologie und promovierte in diesem Fach mit einer Arbeit über Chironomidenallergie. Seit 1990 lebt Verena Liebers in Bochum und veröffentlicht seit 2000 belletristische Texte.

## Werke

### Romane
- Das Schattenmädchen, Salon-Literatur-Verlag, München 2003
- Nestel, Salon-Literatur-Verlag, München 2005
- Die Beobachterin, Salon-Literatur-Verlag, München 2010
- Klang der Schritte, Geest-Verlag, Visbek 2023

### Sammlungen mit Erzählungen, Kurzgeschichten und Gedichten
- Lebens-Stücke, Mauer-Verlag Kriese, Rottenburg a/N 2000
- Kleine Welt, Salon-Literatur-Verlag, München 2004
- Der Mantelmann und andere preisgekrönte Texte, Salon-Literatur-Verlag, München 2004
- Nebenan, Salon-Literatur-Verlag, München 2015
- Wolkenballett, dahlemer verlagsanstalt, Berlin 2020

### Sportbücher
- Läufer sind auch nur Menschen, Copress Sport, München 2008
- Abgetaucht, Agon-Sportverlag, Kassel 2010
- Abgelaufen, Agon-Sportverlag, Kassel 2012
- Vom Abenteuer 100 km zu laufen, Klartext Verlag, Essen 2018
- Trasse ist klasse, egoth Verlag, Wien 2023

## Auszeichnungen
- 2. Preis Poetensitz 1999 in Heidelberg
- 1. Preis Literaturwettbewerb des Kulturfestivals in Minden 2000
- 2. Preis Schreibwettbewerb „Verbrechen“, Hütschenhausen 2000
- 1. Preis Salonline-Literaturwettbewerb 2000
- 2. Preis Oberhausener Literaturwettbewerb 2002
- 3. Preis Storch-Literaturwettbewerb 2002
- Nominierung für den Mara-Cassenspreis 2003
- 1. Preis Dorstener Lyrikwettbewerb 2003
- 3. Preis Felsenlandliteraturwettbewerb 2003
- Stadtschreiberstipendium der Stadt Otterndorf 2005
- Stadtkünstlerin von Velbert-Langenberg 2006
- 1. Preis im Schreibwettbewerb „Weihnachtsbrief“ der Aktion Mensch 2012
- Stipendium „Soltauer Künstlerwohnung“ 2012
- 3. Preis Lyrikwettbewerb Hochstadter Stier 2015
- Stipendium „Stader Uul“ 2016
- Stipendium „Soltauer Künstlerwohnung“ 2019
- Wortrandale Literaturpreis Berlin 2019
- 1. Platz Literaturpreis Antho-Logisch Fürth 2020
- Literaturpreis Föhr – Lyrik 2022
- Stipendium „Soltauer Künstlerwohnung“ 2024